# 布海镇
布海镇，是中华人民共和国吉林省长春市德惠市下辖的一个乡镇级行政单位。

## 行政区划
布海镇下辖以下地区：
海东社区、海南社区、海西社区、海北社区、升南社区、义和村、吉家村、新城村、侯家村、布海村、刘家村、双榆树村、双庙村、岫岩村、升阳村、苗家村、泡子村、十三家子村、哈里村、长山村、陈家村和德升村。

## 交通
京哈铁路：布海站